# 雷奇鄉
45°51′0″N 25°56′0″E / 45.85000°N 25.93333°E
雷奇鄉（羅馬尼亞語：Comuna Reci, Covasna），是羅馬尼亞的鄉份，位於該國中部，由科瓦斯納縣負責管轄，面積40平方公里，海拔高度536米，2007年人口2,239，人口密度每平方公里56人。